# ソフホーズ
ソフホーズ（ロシア語: совхо́з [sɐfˈxos] ( 音声ファイル)、英語: sovkhoz、ウクライナ語: радго）は「ソビエト式農業」（ロシア語: советское хозяйство）の略語で、ソビエト連邦時代の国家所有の農場を指す。しばしば、当時のコルホーズに対して使われる用語で、これは集団で所有していた農場である。

## ソ連の国営農場
ソビエトの国営農場ソフホ－ズは、1918年に「社会主義農業の最高階級」のイデオロギー的な例として、コルホーズより前に創設された。
ソフホ－ズという名称が使われだしたのは1919年からであり、それ以前は人民所領、ソヴイエト所領、ソヴィエト大農場、ソヴィエト農場の名称が使われていた。1935年、ソフホーズは、国家計画に従った農産物を生産するために国家により組織された独立した農業企業、と定義された。
コルホーズまたは集団農場は、長い間かかるであろう全面的な国営農業という理想への移行の、中間段階と見なされていた。コルホーズは通常小規模な個々の農場を共同組合のようにして作成されたが、ソフホーズは元の大規模な大地主の土地から没収された土地で、国家所有として組織されたものであり、ソフホーズの労働者は土地のない農村住民の中から採用された。ソフホーズの従業員には規制された賃金が支払われるが、コルホーズの報酬システムでは組合員間での協同的に決めたの農場収入（現金および現物）を分配していた。ただし、両方のタイプの農場では、国内身分証明書のシステムにより、従業員とメンバーが農村部から都市部に移動することができなかった。事実上、農民はソフホーズまたはコルホーズに縛られ、一部では「新農奴制」のシステムの下に暮らしていると言われていた 。
ソフホーズでは、国の計画にもとづいて農業生産を営み、生産物は国に引きわたされる。生産する作物は政府から指令され、買い上げ価格まで政府の決定による。
1990年、ソビエト連邦には23,500のソフホーズがあり、かつ大規模な国営・集団農場（ソフホーズとコルホーズ）総数の45％であった。ソフホーズの平均規模は15,300ヘクタール（153km²）であり、平均コルホーズ面積（1990年の5,900ヘクタール、59km²）のほぼ3倍であった。ソフホーズ農場は、ソビエト連邦の中央アジア地域でより支配的であった。
1990年代の経済自由化への移行期には、多くの国営農場が共同在庫調整を使用して再編成されたが、土地市場の発展は土地の私有に反対する勢力のため制約されたままであった。

## ソ連以外の社会主義国
ソフホーズのような国営農場はソ連だけでなく、ポーランド、東ドイツなどの社会主義国でも広く行われていた。